# Szabar
Szabar (németül: Zuberbach, horvátul: Sabara) Bándol településrésze, egykor önálló község Ausztriában, Burgenland tartomány Felsőőri járásában.

## Fekvése
Rohonctól 7 km-re délnyugatra a Kőszegi-hegység déli lábánál az azonos nevű patak mellett fekszik.

## Története
A települést 1443-ban "Zabar" alakban említik először. Neve szláv eredetű lehet, ez alapján valószínűleg egyike a magyar honfoglalást megelőzően már itt állt szláv településeknek. 1444-ben "Zabor", 1452-ben "Sabar", 1457-ben "Zabal" néven említik a korabeli forrásokban. Kiss Lajos szerint a "Szabar" helynevek puszta személynévből keletkeztek magyar névadással. Példaként a "Zobor" személynevet említi, amelynek alapjául a " Sobor" személynév szolgált, mely az óegyházi szláv "posobije (segítség, szövetség) főnévvel tartozik össze.
A mai Szabar területe a szalónaki uradalomhoz tartozott. Ezután állítólag a Ják nemzetség birtoka volt, majd 1271-től a Németújvári grófok (más néven Kőszegiek) voltak a birtokosai. Miután Károly Róbert király az oligarchák elleni harcai során elvette a Németújváriak nyugati határszéli birtokait, a birtok 1337-ben a királyé lett, aki 1342-ben a Kanizsaiaknak adta. A Kanizsaiak 1371-ig voltak a birtokosai. 1397-ben Zsigmond király pecöli Zarka Miklósnak és sógorának oroszvári Tompek Györgynek adta zálogba, majd 1401-ben Tompek Györgynek és Jánosnak ajándékozta. 1445-ben a szalónaki uradalommal együtt III. Frigyes foglalta el és 1446-ban kapitányának, Baumkirchner Andrásnak adta zálogbirtokul, aki a következő években több más birtokkal együtt (mint Bükkösd és Óvár) megvásárolta. Ekkor az óvári uradalomhoz tartozott, de 1475-ben a Baumkirchnerek ismét a szalónaki uradalomhoz csatolták. 1469-ben Baumgartner és Frigyes között viszály tört ki, mely 1471-ben Grazban Baumkircher kivégzésével végződött, a birtok azonban özvegye Margit és fiai, Vilmos és György kezén maradt. Ők a következő években tovább növelték birtokaikat, 1475-ben Mérem, 1481-ben Komját, 1482-ben Bükkösd, 1490-ben pedig a rohonci uradalom is az övék lett. Így kialakult a szalónak-rohonci kettős uradalom, amelynek központja Szalónak vára volt, de nagy vásárait Rohoncon tartották.
Baumgartner Vilmos halálakor a birtok előbb az özvegyéé Grafeneck Margité, majd később lányáé, Borbáláé lett. A család kihalásával birtokai a királyra szálltak. 1527-ben I. Ferdinánd király a rohonci és szalónaki uradalmakat Batthyány Ferencnek adta és egy hosszabb viszály után, 1544-től fogva a Batthyány család birtoka volt. A következő évek tragikusak voltak a település életében 1529-ben a Bécs elleni támadás során, majd 1532-ben Kőszeg ostromakor is elpusztította a török. Amíg 1511-ben még 66 adózó portája volt a településnek, ez a szám 1540-re ötre csökkent. Az 1540-es urbárium szerint döntően német lakosság élt a településen, a Tullner, Schiefer, Art, Tibolt és Prukkner családok. Az elnéptelenedett vidékre 16. század közepén a horvát lakosság nagyarányú betepítése indult meg. Ezt nagyban elősegítette, hogy a környező rohonci, szalónaki és vöröstoronyi uradalmak birtokosainak, a Batthyányaknak, az Erdődyeknek és a Zrínyieknek Horvátországban is kiterjedt birtokaik voltak. A betelepítések fő végrehajtója Batthyány Ferenc volt, aki korábban, 1527 és 1531 között a horvát báni tisztséget is betöltötte. 
Már a nagyarányú horvát beteleopülést tükrözi az 1566-os urbárium, ahol feltűnnek az első horvát családnevek. Szessziós jobbágyok: Beber, Faterle, Funowitt (Funovics), Gyntler, Kothochytt (Kotocsics), Kyntler, Kyral, Ladyslawytt (Ladiszlavics), Liebly, Mylowytt (Milovics), Oroz, Orth, Polar, Rwsytt (Ruszics), Samalowytt (Szamalovics), Seritt (Szerics), Swlkowytt (Szulkovics), Toth, Warga, Wykozlawytt (Vukoszlavics), zsellérek: Cymernon, Kroboth, Kwzman, Lwsa, Smyd, Swrkowytt (Szurkovics), Török. Lakói oláh szabadságjoggal rendelkeztek.
A feljegyzések horvát betelepülők legnagyobb része a Károlyvárostól délkeletre fekvő Sztenyicsnyák környékéről érkezett, a történészek vizsgálatai szerint azonban valószínűbb, hogy Szabar és a rohonc-szalónaki uradalom horvát betelepülői az akkoriban Habsburg birtokot képező Pazini grófságból, az Isztriai-félsziget északkeleti részéről érkezett a 16. és a 17. században. Ezt a feltevést támasztják alá az összehasonlítások, a Habsburgok közigazgatási rendszerének és tisztségviselőinek a grófsággal és alattvalóival való kapcsolatának problémája, végső soron e grófság olasz keveredéssel történt népességfejlődése. A pusztítások, a háborúk és a pestis ugyanis alaposan megtizedelte a grófság lakosságát. Míg 1649-ben a velencei uralom alatt álló területen 49332 lakost számláltak, a Pazini grófság mindössze 2360 lakossal rendelkezett, mely aránytalanság a pusztítások mellett az elvándorlás miatt keletkezett. Az 1744-es adóösszeírásban Szabaron a következő családnevek szerepelnek: Fatedl, Funovics, Horváth, Ludbai, Marlovics, Parapatics, Petrakovics, Prascsaics, Pulár, Tálos, Török, Varga, Vukics. Egyházilag Incéd filiája volt.
Fényes Elek szerint "Szabar, Zugerbach, horvát falu, Vas vgyében, 304 kath. lak., kövecses határral. F. u. gr. Batthyáni nemzetség. Ut. p. Kőszeg."
Vas vármegye monográfiája szerint "Szabar, 77 házzal és 424 r. kath. vallású, horvát lakossal. Postája Bándoly, távírója Rohoncz. Kath. temploma 1792-ben épült."
1910-ben 431, túlnyomórészt horvát lakosa volt. A trianoni békeszerződésig Vas vármegye Kőszegi járásához tartozott. 1921-ben Ausztria Burgenland tartományához csatolták. 1971-ben Bándol része lett.

## Nevezetességei
Római katolikus templomát 1792-ben építették.

## Külső hivatkozások
- Szabar a dél-burgenlandi települések honlapján
- Képek Szabarról[halott link]
- Rövid története[halott link] (angolul)